# Archivverbund Main-Tauber

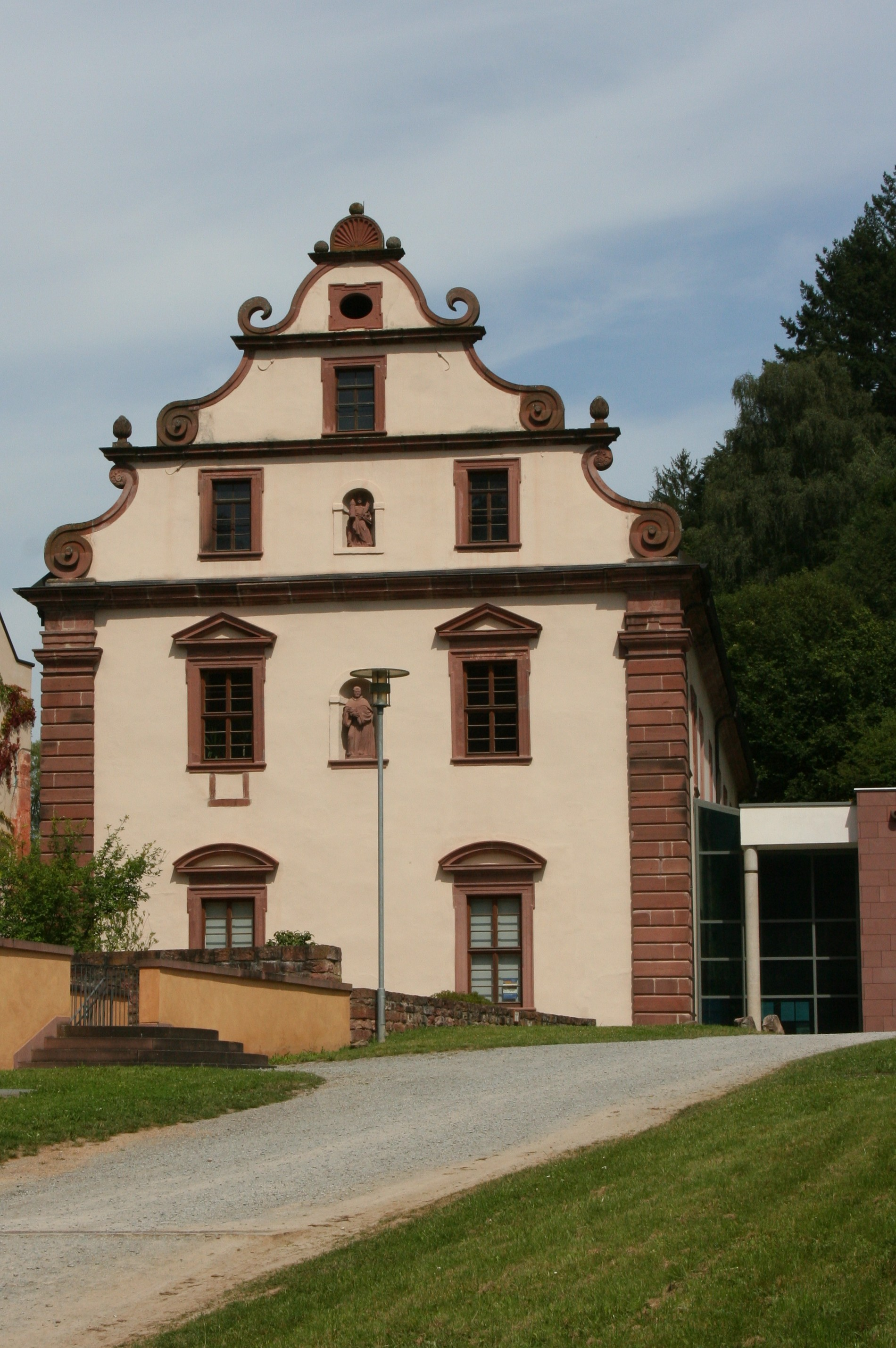
Der Archivverbund Main-Tauber ist im ehem. Spital des Klosters Bronnbach untergebracht und beherbergt das Staatsarchiv Wertheim, das Stadtarchiv Wertheim und das Archiv des Main-Tauber-Kreises mit weiteren Stadt- und Gemeindearchiven

Der Archivverbund Main-Tauber ist ein Verbund mehrerer Archive im ehemaligen Spital des Klosters Bronnbach beim Wertheimer Weiler Bronnbach im Main-Tauber-Kreis im fränkisch geprägten Nordosten Baden-Württembergs.

## Geschichte

### Vorgeschichte: Gründung des Staatsarchivs Wertheim
Das Staatsarchiv Wertheim wurde bereits 1978 eingerichtet, um die im Jahre 1975 vom Land Baden-Württemberg erworbenen Löwenstein-Wertheimischen Archive aufzunehmen. Am 18. Oktober 1977 beschloss der Baden-Württembergische Ministerrat hierfür die Gründung des eigenständigen Staatsarchivs Wertheim zum 1. Januar 1978. Darin wurde bald auch das Stadtarchiv Wertheim eingebracht. Mit diesem kleineren Verbund wurde der Weg bereitet für die Idee eines Archivverbunds im Main-Tauber-Kreis, die etwa zehn Jahre darauf mit drei Partnern Wirklichkeit wurde.

### Zusammenschluss von drei Partnern zum Archivverbund
Mit dem baden-württembergischen Landesarchivgesetz vom 27. Juli 1987 wurden die Landkreise in der Pflicht genommen, eigene Archive einzurichten. Daraufhin wurde eine Verlagerung des Kreisarchivs nach Bronnbach vereinbart. Am 7. Dezember 1988 erfolgte unter der Trägerschaft des Staatsarchivs Wertheim die Errichtung des Archivverbunds Main-Tauber in dem sich drei Partner – das Land Baden-Württemberg, die Stadt Wertheim und der Main-Tauber-Kreis – für eine gemeinsame Aufgabenerfüllung zusammengeschlossen haben.
Damit wurde der Archivverbund Main-Tauber zum ersten Archivverbund dieser Art in Deutschland und bekam von Anfang an Vorbildcharakter für zahlreiche weitere Verbünde mit unterschiedlichen Partnern und Konstellationen. Während das Staatsarchiv als historisches Archiv keine nennenswerten Zugänge mehr erfährt, werden vom Landratsamt und von den Rathäusern einzelner Kommunen die ihre Stadt- und Gemeindearchive ins Kreisarchiv eingebracht haben, regelmäßig Unterlagen an das Archiv abgegeben. Um dem wachsenden Lagerbedarf Rechnung zu tragen, wurde im März 2018 ein neues Magazin mit 3,5 Kilometern laufender Archivfläche eingeweiht. Hierfür wurden 1,6 Millionen Euro in das Archiv sowie die Gebäudesanierung investiert. Diese Kosten teilten sich als Beteiligte des Archivverbunds der Landkreis sowie die Kommunen Wertheim, Assamstadt, Freudenberg, Külsheim und Werbach entsprechend ihren Nutzungsanteilen auf.

## Teilarchive
Der Archivverbund Main-Tauber umfasst folgende Teilarchive:

### Staatsarchiv Wertheim
Das Staatsarchiv Wertheim (StAWt) ist die Abteilung 8 des Landesarchivs Baden-Württemberg mit einem gemeinschaftlichen und zwei Löwenstein-Wertheimischen Linienarchiven. Es verwahrt die Überlieferung der 1556 ausgestorbenen Grafen von Wertheim sowie der nachfolgenden beiden Linien Löwenstein-Wertheim. Um die beiden Linien zu unterscheiden, wurde der katholischen Linie der Name Löwenstein-Wertheim-Rosenberg nach Rosenberg (Baden), der evangelischen Linie der Name Löwenstein-Wertheim-Freudenberg nach Freudenberg (Baden) gegeben.

### Archiv der Großen Kreisstadt Wertheim
Das Archiv der Großen Kreisstadt Wertheim umfasst das Archiv der Kernstadt Wertheim sowie die Archive ihrer 15 Ortschaften. Beim Archiv der Großen Kreisstadt Wertheim handelt es sich um eines der bedeutendsten Stadtarchive Nordbadens. Seine Überlieferung reicht bis zur Stadtrechtsurkunde von 1306 zurück und ist bemerkenswert vollständig erhalten.

### Archiv des Main-Tauber-Kreises
Das Archiv des Main-Tauber-Kreises umfasst das Archiv des Landratsamtes des Main-Tauber-Kreises sowie folgende weitere Archive, die in das Kreisarchiv eingegangen sind:
- Hospitalarchiv Tauberbischofsheim (das bis ins 14. Jahrhundert zurückreicht)[1][2] Die Unterlagen des Hospitalarchivs Tauberbischofsheim bilden den wertvollsten älteren Bestand im Archiv des Main-Tauber-Kreises.[4][5][6]
- Archive der folgenden Städte und Gemeinden:[1][2]
  - Gemeindearchiv Assamstadt[7]
  - Stadtarchiv Freudenberg[8]
  - Stadtarchiv Külsheim[9][10]
  - Gemeindearchiv Werbach[11]

## Umfang
Im Magazin des Archivverbunds lagern fast sechs Regalkilometer schriftliche Dokumente aus über 1000 Jahren Geschichte Main- und Tauberfrankens vom hohen Mittelalter bis in die Gegenwart. Die Nutzung der Archivbestände steht allen Interessierten offen.